# モルビデリ

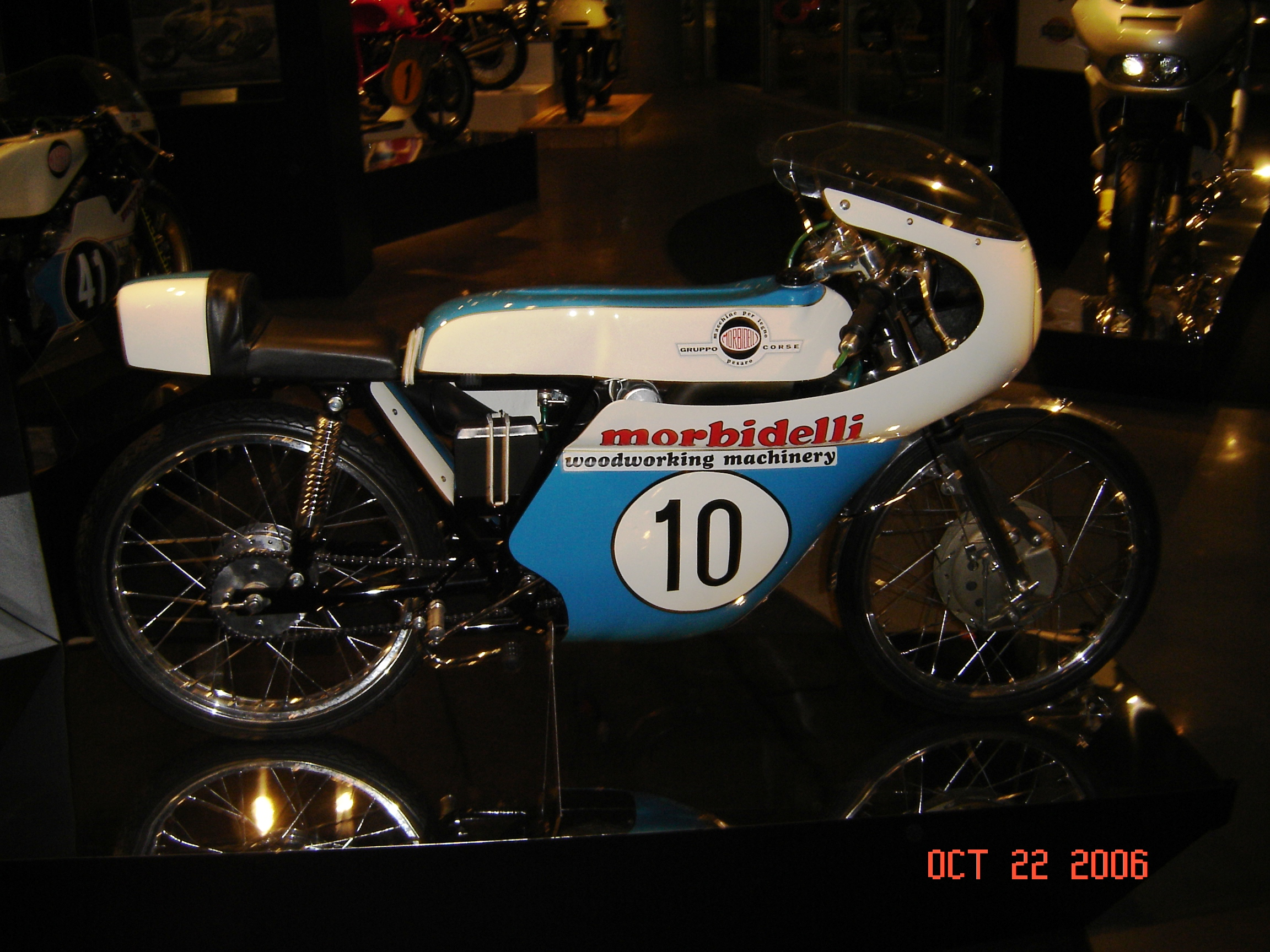
1971年仕様の50ccGPマシン

モルビデリ ( Morbidelli ) はイタリアのオートバイメーカー。ジャンカルロ・モルビデリがペーザロにおいて創業した。1975年から1980年にかけて125ccのロードレーサーで特に成功を収めた。

## 歴史
当初モルビデリ社は木工業を営み、家具や木製の自動車のボディを作成していた。会社は300人の従業員を抱えるほどに成長したが、ジャンカルロ・モルビデリの情熱はあくまでオートバイ、オートバイレースに注がれていた。木工業はレースの資金を得る手段に過ぎなかった。

### レース
1969年、モルビデリはロードレース世界選手権の50ccクラスに自らのチームを参戦させる。また Franco Rhingini が設計した水冷・ディスクバルブ125ccエンジンの委託生産をおこなった。1972年シーズンの序盤には125ccクラスでイタリアのジルベルト・パロッティがチームに2勝をもたらしたが、パロッティはその年のマン島TTレースで事故死してしまう。
パロッティの死を乗り越え、モルビデリは挑戦を続けた。1974年には元クライドラーの設計者、Jorg Muller がマシンの開発をおこなった。1975年にはパオロ・ピレリのライディングにより遂に125ccクラスのチャンピオンを獲得する。ピレリのチームメイトのピエール・パオロ・ビアンキもシリーズ2位に入った。翌1976年シーズンには、そのビアンキがチャンピオンを獲得する。チームの絶頂期となった1977年には、ビアンキが125ccクラスを2連覇し、250ccクラスではマリオ・レガがチャンピオンに輝き、2クラスを制覇することになった。
当初モルビデリは自分のチームだけでマシンを使用し、プライベーターへの販売はおこなっていなかったが、
1976年にベネリ社の協力により、ペーザロにMBA(Morbidelli-Benelli-Armi)と呼ばれる工場を完成させ、125ccと250ccクラスのマシンの制作・販売をおこなえるようになった以後数年間、各クラスでモルビデリのマシンは成功を収めた。
モルビデリは1982年までロードレース世界選手権への参戦を続けた。
ジャンカルロ・モルビデリの息子、ジャンニ・モルビデリはレースドライバーとして成功を収め、F1で表彰台に立った。

### モルビデリ・V8
モルビデリ社は1994年に液冷32バルブ・847cc90°V8エンジン、シャフトドライブでマニュアル5速の革新的なスポーツツアラーバイクを制作した。しかし製造コストが余りにも高く、量産されることはなかった。それでもエキゾチックなデザインが評価され、ニューヨーク、ビルバオ、ラスベガス等各地のグッゲンハイム美術館や、バーミングハムのバーバー・モータースポーツ・パークにある博物館などに展示されることになった。

## 現在のモルビデリ
ペーザロの工場は現在はモーターサイクルの博物館となっている。骨董品級のクラシックバイクのほか、選手権を戦ったマシンが揃えられており、モルビデリ社のかつての栄光を現在に伝えている。